# Unära talsystemet
Det unära talsystemet är det enklaste talsystemet som kan representera de naturliga talen. Systemet använder bara en symbol. För att representera ett tal N upprepas symbolen N gånger.

## Bildgalleri

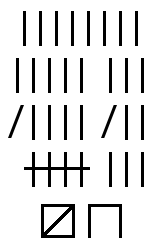
Talet 8 skrivit på olika varianter med det unära talsystemet
Den gängse varianten i Ostasien bildar med var femte streck det kinesiska tecknet för "rätt", "riktigt"